# Albertus van Raalte
Albertus Christiaan van Raalte (Wanneperveen, 17 oktober 1811 - Holland, Michigan, Verenigde Staten, 27 juli 1876) was een gereformeerde dominee die met een groep Nederlandse emigranten naar Amerika trok en in 1846 de stad Holland in Michigan stichtte. Hij speelde daar een belangrijke rol bij de oprichting van Hope College.

## Biografie
Van Raalte studeerde theologie in Leiden, en werd beroepen in Genemuiden. Daar kreeg hij in 1835 een preekverbod omdat hij de reglementen van de Nederlandse Hervormde Kerk niet erkende. Daarom sloot hij zich aan bij de Afscheiding van 1834. Hij stond na Genemuiden in Mastenbroek en Ommen en in die laatste plaats leidde hij ook anderen op tot 'leraar'. Bovendien hield hij in Overijssel en elders preekbeurten. Meer dan eens werd hij gearresteerd.

### Emigratie
In de jaren 1840 was Europa in nood wegens de aardappelziekte. Ook was er onvrede onder het volk vanwege de belastingmaatregelen van de regering. Daarom begon Van Raalte te na te denken over emigratie. Met zijn Achterhoekse collega-dominee Anthony Brummelkamp schreef hij een pamflet over emigratie en verspreidde dat onder zijn volgelingen en andere delen van de bevolking. In de eerste plaatse wilde hij naar Nederlands-Indië of Zuid-Afrika, maar uiteindelijk koos hij de vrijheid en ruimte die Amerika bood. In 1846 vertrok hij met een groep mensen, voornamelijk uit Ommen en Hellendoorn.
Eerst wilde hij naar Wisconsin, want daar kwamen aardig optimistische berichten van Achterhoekse landverhuizers vandaan. Maar onderweg, na een zware, stormachtige overtocht, besloot hij op advies van de dominee van Albany om naar Michigan te gaan. Daar stichtte hij in 1846 de stad Holland.
In 1847 en 1848 kwamen meerdere groepen naar Holland, onder andere uit Zeeland, de Graafschap Bentheim, Overijssel, Groningen en Friesland. De eerste jaren waren moeilijk voor de nieuwe kolonie. Veel landverhuizers stierven door ontbering en ziektes.

## Werkzaamheden in Michigan
Van Raalte was niet alleen dominee: hij was advocaat, bestuurder, kadasterambtenaar, financieel deskundige, rechter. Hij deed alles voor zijn volgelingen. Sommigen meenden dat hij de touwtjes te strak in handen had en dat hij zijn zakken vulde: hij verkocht de grond aan zijn volgelingen duurder dan de prijs die de Amerikaanse overheid vroeg. Hij verdedigde zijn methode omdat er kerken, scholen en een weeshuis moesten worden gebouwd.
Van Raalte sloot zich aan bij de Reformed Church in America, die bestond sinds 1628. Daar was niet iedereen blij mee: de oude kerk hadden ze in Nederland juist met alle narigheid achter zich gelaten en nu ging Van Raalte er weer bij. In 1857 moest Van Raalte aanzien hoe de eerste splitsing een feit werd: die tussen de Reformed Church in America en de Christian Reformed Church.
In 1851 was bij betrokken bij de oprichting van Hope College, een school in Holland voor opleiding van leraren en dominees. Tegelijkertijd stichtte de Christian Reformed Church het veel bekender geworden Calvin College in Grand Rapids.

## Overlijden
In 1871 overleed de vrouw van Van Raalte. Gedurende zijn hele leven had hij aan haar een grote steun gehad. In 1876 stierf Van Raalte zelf op 65-jarige leeftijd.